# Manno
Manno es una comuna suiza del cantón del Tesino, situada en el distrito de Lugano, círculo de Taverne, consiste en el centro del pueblo de Manno, una zona residencial en una colina cercana y una zona industrial en el fondo del valle. Limita al norte con las comunas de Alto Malcantone y Gravesano, al noreste con Lamone, al este con Cadempino y Vezia, y al sur y oeste con Bioggio. 